# Melanephia metarhabdota
Melanephia metarhabdota là một loài bướm đêm trong họ Noctuidae.